# راه بسته
راه بسته (عربی مصری: الطريق المسدود) فیلمی در ژانر رمانتیک به کارگردانی صلاح ابوسیف است که در سال ۱۹۵۸ منتشر شد. از بازیگران آن می‌توان به فاتن حمامه اشاره کرد.